# Rudolf Pohle
Rudolf Pohle, né le 19 mars 1837 à Berlin et mort le 1er août 1920 à Berlin-Steglitz, est un sculpteur allemand. 

## Biographie
Rudolf Pohle naît le 19 mars 1837 à Berlin. Il étudie à l'Académie des Beaux-Arts de Berlin de 1855 à 1858. Il devient ensuite l'élève de Friedrich Drake, qui l'initie à l'art de l'école de sculpture de Berlin, d'après Christian Daniel Rauch, dont il est l'élève. Rudolf Pohle suit son professeur dans son style plus doux, « s'efforçant d'exprimer une vie pleine et un sentiment fort et profond ». Il combine la dignité sérieuse de l'apparence et le sentiment profond, surtout dans ses figures funéraires. La production de sculptures funéraires est son centre d'intérêt artistique pendant plusieurs années. Au début des années 1880, il est chargé de réaliser un monument du Oberlandforstmeister von Hagen pour Eberswalde. En 1892, un monument en marbre est érigé sur la Senefelderplatz à Berlin en l'honneur d'Aloïs Senefelder, l'inventeur de la lithographie. C'est le premier monument à un artisan à l'époque. Une autre œuvre de Rudolf Pohle est une figure féminine en marbre, grandeur nature, représentant la Leonore de Gottfried August Bürger, qui, à la nouvelle de la mort de son amant, s'effondre sous le chagrin. Le piédestal porte une inscription avec les lignes suivantes : « Lisch aus, mein Licht, auf ewrig aus, Stirb hin. stirb hin in Nacht und Grau! Bei Gott ist kein Erbarmen; O weh, o weh mir Armen. ». Rudolf Pohle fait don de cette figure de 1888 à la ville de Charlottenbourg.
Il réalise également des œuvres sculpturales pour la chapelle du château de Berlin ou pour le palais Tiele-Winckler.
Rudolf Pohle meurt le 1er août 1920 à Berlin-Steglitz.